# Raymond Louis de Crevant d’Humières, Marquis de Preuilly
Raymond Louis de Crevant d’Humières, Marquis de Preuilly, Herr von Lassigny, bekannt als Marquis de Preuilly d’Humières (* nach 1628; † 20. Juni 1688 in Paris), war ein französischer Seeoffizier des 17. Jahrhunderts. Nachdem er seine Laufbahn im Landdienst begonnen hatte, trat er der französischen Marine im Rang eines capitaine de vaisseau (Kapitän zur See) bei. Nachdem er bereits mehrere Missionen im Mittelmeerraum und zehn Dienstjahre unter dem Herzog von Beaufort absolviert hatte, brach der Holländische Krieg aus. Während dieses Konflikts erlebte er eine schnelle Beförderung: 1673 zum Chef d’escadre und 1676 am Ende des Sizilienfeldzugs zum Lieutenant-général (Vizeadmiral). Nach dem Friedensschluss war er für mehrere diplomatische Missionen im Mittelmeer und in der Ostsee verantwortlich.

## Biographie

### Herkunft und Familie
Marquis de Preuilly d’Humières war der Sohn von Louis III de Crevant, Lord von Argy, dann Marquis von Humières (ca. 1606–1648), Gouverneur von Compiègne, und seiner Frau Isabelle Phélippeaux (1611–1642) aus dem Zweig der Phélippeaux d'Herbault, Tochter des französischen Staatsministers Raymond Phélypeaux, seigneur d’Herbault (1560–1629). Aus dieser Verbindung gingen neun Kinder hervor, sechs Söhne und drei Töchter. Sein älterer Bruder Louis IV de Crevant diente in der französischen Armee und beendete seine Karriere mit der Würde eines Marschalls von Frankreich und dem Titel eines Herzogs von Humières.

### Militärkarriere

#### Dienst in der Kavallerie und Anfänge in der französischen Marine
Wie sein älterer Bruder schlug er die militärische Laufbahn ein und trat zunächst der Kavallerie des Heeres bei, wo er den Rang eines Obersts erlangte. Am 30. November 1663 erhielt er vom König ein Patent als Kapitän zur See.
Am 18. März 1664 traf er den Herzog von Beaufort auf den Balearen auf der Reede von Ibiza, wo dieser den Barbaresken-Korsaren eine genuesische Prise mit fünfundfünfzig Mann Besatzung an Bord und einer Ladung Weizen entrissen hatte. Im folgenden Jahr nahm er im Geschwader von Duquesne selbst am Kampf gegen diese Korsaren im Mittelmeer teil und führte das Kommando über die Beaufort mit 36 Kanonen und 230 Mann Besatzung.
Am 20. April 1671 wurde er zum Ritter des Ordens des Heiligen Lazarus von Jerusalem geschlagen. 1672 war er als Kommandant der Diamant bei einer Mission in der Levante eingesetzt.

#### Holländischer Krieg (1672–1678)

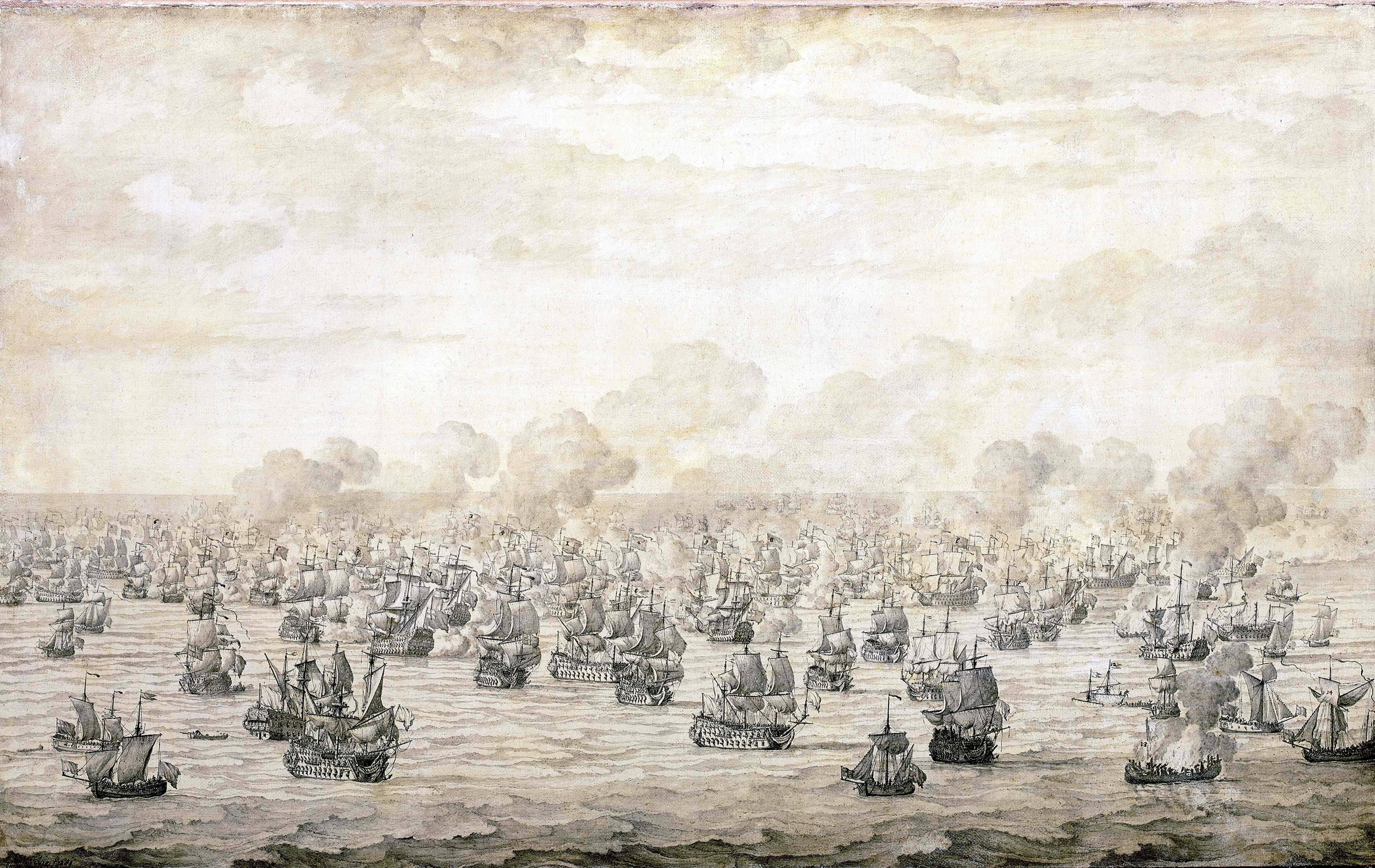
Die erste Schlacht von Schooneveld, 7. Juni 1673 von Willem Van de Velde d. Ä.

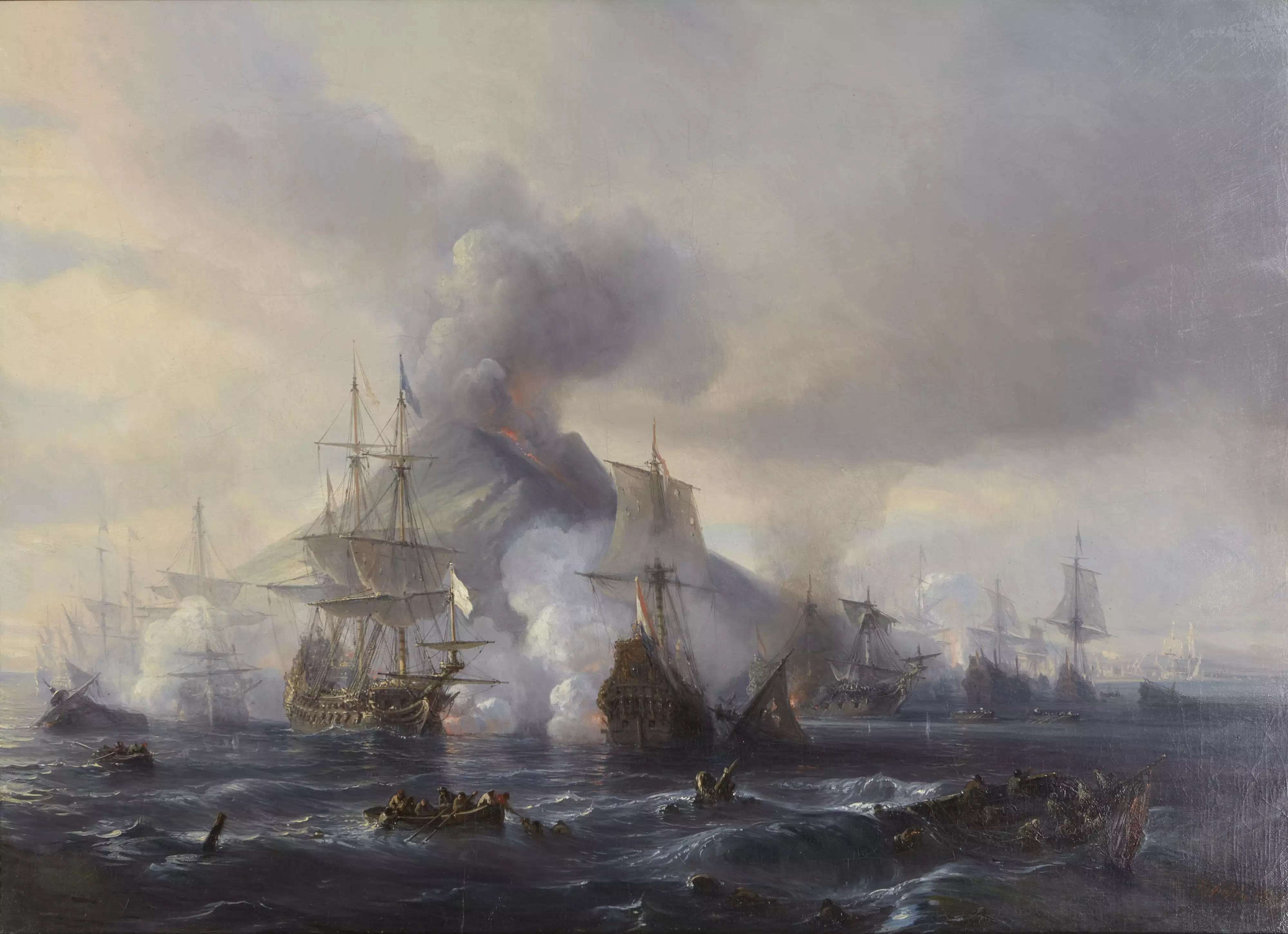
Seegefecht in Sichtweite der Insel Stromboli, 8. Januar 1676. Öl auf Leinwand von Jean Antoine Théodore Gudin.

Nach Ausbruch des Holländischen Krieges war Preuilly-d’Humières in der Nordsee eingesetzt. In der ersten Schlacht von Schooneveld am 7. Juni 1673 zwischen der kombinierten Flotte von Frankreich und England gegen die Flotte der Niederlande befehligte er die Tonnant als Teil des Geschwaders von Jean d’Estrées. Mit dem Schiff nahm er dann noch an der Zweiten Seeschlacht von Schooneveld sowie an der Seeschlacht vor Texel am 21. August 1673 teil.
Im Nachgang dieser Schlachten wurde er am 12. Dezember 1673 zum Chef d’escadre befördert. Ab dem 29. Januar 1675 kommandierte er die 60 Kanonen starke Le Triomphant, eines der acht Schiffe des Geschwaders unter Duquesne, das Louis Victor de Rochechouart de Mortemart, Herzog von Vivonne nach Sizilien begleiten sollte, zu dessen Vizekönig er ernannt worden war. Im Februar 1675 traf das Geschwader auf die zahlenmäßig weit überlegene spanische Flotte unter Admiral Melchior de la Cueva mit zwanzig Linienschiffen und siebzehn Galeeren in der ersten Seeschlacht bei Stromboli. Preuilly d’Humières befehligte die Nachhut, die aus drei Linienschiffen bestand, und obwohl er zu Beginn des Kampfes kaum beteiligt war, war die Vereinigung seiner Nachhut mit dem Hauptgeschwader entscheidend für den französischen Sieg.

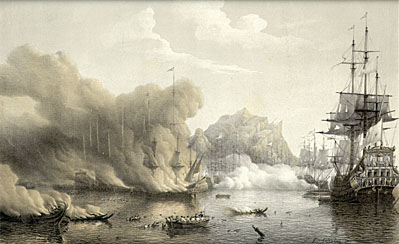
Die Seeschlacht von Palermo, 2. Juni 1676. Werk eines unbekannten Künstlers.

Preuilly d’Humières nahm auch 1676 am französischen Sizilienfeldzug teil, bei dem die Niederlande ein Geschwader unter Admiral Michiel de Ruyter zur Hilfe für die spanische Flotte geschickt hatten. Er war hierbei als Flaggoffizier auf Le Saint Michel mit 64 Kanonen eingesetzt. Als Abraham Duquesne dieser Flotte am 8. Januar 1676 in der (zweiten) Seeschlacht bei Stromboli vor der Küste Kalabriens entgegentrat, befehligte Preuilly d’Humières auf der Saint-Michel mit 60 Kanonen die Vorhut der französischen Flotte und zeichnete sich dort besonders aus. Hiernach nahm er auch noch an den Schlachten von Augusta und vor Palermo teil. Le Saint Michel war hierbei Teil von Vivonnes Hauptflotte.
Am Ende dieses Feldzugs wurde er am 30. Dezember 1676 zum Lieutenant-Général des Armées Navales befördert. Im Frühjahr 1677 machte er noch einige Beutezüge gegen die Spanier im Mittelmeer.

#### Diplomatische Missionen im Mittelmeerraum und im Baltikum
In den letzten Monaten des Jahres 1682 und den ersten Monaten des Jahres 1683 jagte Preuilly d'Humières auf Le Glorieux erneut Barbaresken-Korsaren mit einer Division aus vier Schiffen. Im Anschluss eskortierte er an Bord der Hercule einen Konvoi mit dreißig Handelsschiffen nach Saint-Malo, wo er am 28. März 1683 ankam. Einige Monate später stand er auf der Apollon an der Spitze eines Geschwaders, das in die Ostsee und nach Dänemark geschickt wurde.
Nachdem die Flotte aus dreizehn Schiffen Brest im Juni 1683 verlassen hatte, erreichte sie im Juli den Hafen von Kopenhagen. Die Befehle lauteten, dem dänischen König zu Hilfe zu kommen und zu verhindern, dass sich niederländischen Schiffe mit denen Schwedens vereinigen. Außerdem sollte Schweden daran gehindert werden, Truppen nach Deutschland zu schicken.
1684 befand er sich erneut mit einem Geschwader unter dem Kommando von Victor Marie d’Estrées, Vizeadmiral der Flotte du Ponant, im Mittelmeer. Im September 1685 überbrachte er einen Brief von Ludwig XIV. an Mulai Ismail nach Tanger. Der König von Frankreich forderte darin die Rückgabe gefangener christlicher Sklaven.
Er starb am 19. Juni 1688 im Arsenal von Paris. Da er kinderlos war, vermachte er seinen Besitz seiner Nichte Julie de Crevant d’Humières, der Tochter seines Bruders Louis de Crevant, Marschall Herzog von Humières. Er wurde in der Familiengruft der Kirche von Monchy-Humières begraben.